# Euphrasia densiflora
Euphrasia densiflora är en snyltrotsväxtart som beskrevs av Francis Whittier Pennell. Euphrasia densiflora ingår i släktet ögontröster, och familjen snyltrotsväxter. Inga underarter finns listade i Catalogue of Life.